# Jean Bachelet
Pour les articles homonymes, voir Bachelet.
Jean Bachelet est un directeur de la photographie français, né le 8 octobre 1894 à Azans, mort le 26 février 1977 à Cannes.

## Biographie
Après avoir débuté comme opérateur des actualités cinématographiques, Jean Bachelet a travaillé notamment avec Jean Renoir (La Règle du jeu) et Sacha Guitry (La Poison).

## Filmographie
- 1924 : Catherine ou Une vie sans joie
- 1924 : Romanetti, le roi du maquis
- 1924 : Mandrin d'Henri Fescourt
- 1925 : Le Soleil de minuit
- 1925 : La Fille de l'eau
- 1926 : Nana de Jean Renoir
- 1926 : La Réponse du destin d'André Hugon
- 1927 : Sur un air de charleston
- 1927 : Marquitta
- 1928 : La Petite Marchande d'allumettes
- 1928 : Tire au flanc de Jean Renoir
- 1929 : Le Requin
- 1929 : L'Affaire du collier de la reine (Le Collier de la reine)
- 1930 : L'Arlésienne
- 1930 : Lévy et Cie d'André Hugon
- 1930 : La Petite Lise de Jean Grémillon
- 1931 : Le Roi du cirage
- 1932 : Mirages de Paris
- 1932 : Paris-Méditerranée
- 1932 : Deux dans une voiture
- 1932 : Enlevez-moi
- 1932 : Hochzeitsreise zu dritt
- 1933 : Tout pour rien
- 1933 : Tire-au-flanc d'Henry Wulschleger
- 1933 : Mademoiselle Josette, ma femme
- 1933 : Les Bleus du ciel
- 1933 : Großstadtnacht
- 1933 : Jacqueline et l'amour (Voyage de noces)
- 1934 : Madame Bovary de Jean Renoir : Mme Lefrançois
- 1934 : Crainquebille
- 1934 : Si j'étais le patron
- 1934 : Le Rosaire
- 1934 : Chansons de Paris
- 1934 : Cessez le feu de Jacques de Baroncelli
- 1934 : Sans Famille de Marc Allégret
- 1935 : Une bonne affaire
- 1935 : Soirée de gala
- 1935 : Pasteur de Sacha Guitry
- 1935 : Bonne chance !
- 1935 : Fanfare d'amour de Richard Pottier
- 1936 : Jeunesse d'abord de Jean Stelli et Claude Heymann
- 1936 : Le Nouveau Testament de Sacha Guitry
- 1936 : Moutonnet
- 1936 : Les Amants traqués de Robert Siodmak
- 1936 : Les Deux Gosses
- 1936 : Le Crime de Monsieur Lange de Jean Renoir
- 1936 : Tarass Boulba d'Alexis Granowsky
- 1936 : Les Bas-fonds
- 1936 : Nitchevo de Jacques de Baroncelli
- 1937 : Les Secrets de la mer Rouge de Richard Pottier
- 1937 : Boissière de Fernand Rivers
- 1937 : Désiré  de Sacha Guitry
- 1938 : Durand bijoutier de Jean Stelli
- 1938 : Eau vive de Jean Epstein (documentaire)
- 1938 : La Présidente de Fernand Rivers
- 1938 : La Goualeuse de Fernand Rivers
- 1938 : Remontons les Champs-Élysées de Sacha Guitry
- 1939 : La Mode rêvée
- 1939 : Bach en correctionnelle
- 1939 : Berlingot et Compagnie
- 1939 : La Règle du jeu de Jean Renoir
- 1941 : Nous les gosses de Louis Daquin
- 1942 : Le Grand Combat
- 1942 : La Maison des sept jeunes filles
- 1942 : Le Destin fabuleux de Désirée Clary de Sacha Guitry
- 1942 : L'Appel du bled
- 1943 : Des jeunes filles dans la nuit
- 1943 : Retour de flamme de Henri Fescourt
- 1943 : Le Soleil de minuit
- 1943 : Le Secret de Madame Clapain de André Berthomieu
- 1944 : La Rabouilleuse de Fernand Rivers
- 1944 : L'Ange de la nuit de André Berthomieu
- 1944 : La Malibran de Sacha Guitry
- 1945 : Fausse Alerte de Jacques de Baroncelli
- 1945 : J'ai dix-sept ans de André Berthomieu
- 1946 : Amour, Délices et Orgues d'André Berthomieu
- 1946 : Faut ce qu'il faut (Monsieur Bibi) de René Pujol
- 1946 : L'assassin n'est pas coupable de René Delacroix
- 1947 : Gonzague, court métrage de René Delacroix
- 1947 : Dernier Refuge
- 1947 : Brigade criminelle
- 1948 : Bichon
- 1949 : Le Bal des pompiers
- 1950 : Le Tampon du capiston
- 1950 : Tire au flanc de Fernand Rivers
- 1950 : Ils ont vingt ans
- 1951 : Les Mains sales
- 1951 : La Poison de Sacha Guitry
- 1952 : L'Amour toujours l'amour
- 1952 : Je l'ai été trois fois
- 1952 : La Fugue de monsieur Perle
- 1953 : La Vie d'un honnête homme de Sacha Guitry
- 1954 : Boum sur Paris
- 1955 : Sur le banc
- 1955 : La Rue des bouches peintes
- 1958 : Les Rates, court métrage de Costa-Gavras